# Pranav Mistry
Pranav Mistry nació en 1981 en Palanpur, India. Es el inventor de SixthSense.

## Biografía
Pranav Mistry, nacido en Palanpur, es estudiante PhD en el Fluid Interfaces Group en MIT Media Lab. Antes de unirse al MIT, Parnav trabajó como UX Researcher en Microsoft y se graduó en India en el Master de Media Arts and Sciences del MIT y el Master of Design del IIT Bombay.
Ha ganado su fama con su teoría de Sixth Sense. Mistry ha sido llamado como "uno de los dos o tres mejores inventores del momento" by Chris Anderson.